# Dolomedes zhangjiajiensis
Espèce
Dolomedes zhangjiajiensis est une espèce d'araignées aranéomorphes de la famille des Dolomedidae.

## Distribution
Cette espèce est endémique du Hunan en Chine,. Elle se rencontre vers Zhangjiajie.

## Description
La femelle holotype mesure 22,20 mm.

## Systématique et taxinomie
Cette espèce a été décrite par Yin en 2012.

## Étymologie
Son nom d'espèce, composé de zhangjiaji[e] et du suffixe latin -ensis, « qui vit dans, qui habite », lui a été donné en référence au lieu de sa découverte, Zhangjiajie.

## Publication originale
- Yin, Peng, Yan, Bao, Xu, Tang, Zhou & Liu, 2012 : Fauna Hunan: Araneae in Hunan, China. Hunan Science and Technology Press, Changsha, p. 1-1590.